# Onychomys arenicola
Onychomys arenicola is een zoogdier uit de familie Cricetidae. De wetenschappelijke naam van de soort werd gepubliceerd door Edgar Alexander Mearns in 1896.

## Voorkomen
De soort komt voor in Mexico en de Verenigde Staten.